# Артоње
Артоње (итал. Artogne) је насеље у Италији у округу Бреша, региону Ломбардија.
Према процени из 2011. у насељу је живело 2955 становника. Насеље се налази на надморској висини од 230 м.

## Становништво
Према резултатима пописа становништва 2011. у општини је живело 3.571 становника.
| 1931. | 1936. | 1951. | 1961. | 1971. | 1981. | 1991. | 2001. | 2011. |
| ----- | ----- | ----- | ----- | ----- | ----- | ----- | ----- | ----- |
| 2.130 | 2.218 | 2.572 | 2.636 | 2.670 | 2.823 | 2.982 | 3.134 | 3.571 |